# Serra de Santa Magdalena (Bellver de Cerdanya)
La Serra de Santa Magdalena és una serra situada al municipi de Bellver de Cerdanya, a la comarca de la Baixa Cerdanya, amb una elevació màxima de 1.244 metres.